# Popówka
Popówka este o arie protejată (arie specială de conservare — SAC, sit de importanță comunitară — SCI) din Polonia întinsă pe o suprafață de 55,7 ha, integral pe uscat.

## Localizare
Centrul sitului Popówka este situat la coordonatele 50°45′23″N 23°30′31″E / 50.7563°N 23.5085°E.

## Înființare
Situl Popówka a fost declarat sit de importanță comunitară în aprilie 2004 pentru a proteja 1 specie de animale. Situl a fost protejat și ca arie specială de conservare în februarie 2017.

## Biodiversitate
Situată în ecoregiunea continentală, aria protejată nu include niciun habitat protejat.
La baza desemnării sitului se află o specie protejată de  mamifere: popândău pătat (Spermophilus suslicus).